# Oblačno s ćuftama 2
Oblačno s ćuftama 2 (eng. Cloudy with a Chance of Meatballs 2) je američki računalno-animirani film studija Sony Pictures Animation iz 2013. godine baziran na istoimenoj knjizi spisateljskog bračnog para Barret. Film je realiziran 27. rujna 2013.

## Glasovi
| Ime           | Engleska inačica    | Hrvatska inačica      |
| ------------- | ------------------- | --------------------- |
| Marin Prskalo | Bill Hader          | Filip Juričić         |
| Chester V     | Will Forte          | Janko Rakoš           |
| Petra Jež     | Anna Faris          | Mia Krajcar           |
| Mate Prskalo  | James Caan          | Siniša Popović        |
| Ante          | Terry Crews         | Robert Ugrina         |
| Mali Mate     | Andy Samberg        | Bojan Navojec         |
| Steve         | Neil Patrick Harris | Dražen Bratulić       |
| Barb          | Kristen Schaal      | Jasna Palić-Picukarić |
| Stari         | Benjamin Bratt      | Zoran Gogić           |
| Jago          | Cody Cameron        | Jadranka Krajina      |

Ostali glasovi: 
- Ranko Tihomirović
- Božidar Peričić
- Jana Špoljar
- Marko Movre
- Darije Somi
- Marko Jelić
- Vedrana Zrnić
- Lea Bulić
- Marko Ožbolt
- Ljubo Alexandar Dragović
- David Titan Dragović
- Iva Vučković

- Sinkronizacija: Livada Produkcija
- Redateljica dijaloga: Ivana Vlkov Wagner
- Prijevod dijaloga: Alen Đurica

## Vanjske poveznice
- Oblačno s ćuftama 2 - službena stranica Sony Pictures Animationa (engl.)
- Oblačno s ćuftama 2 u internetskoj bazi filmova IMDb-a (engl.)